# St. Petrus von Alcantara (Unterschönegg)

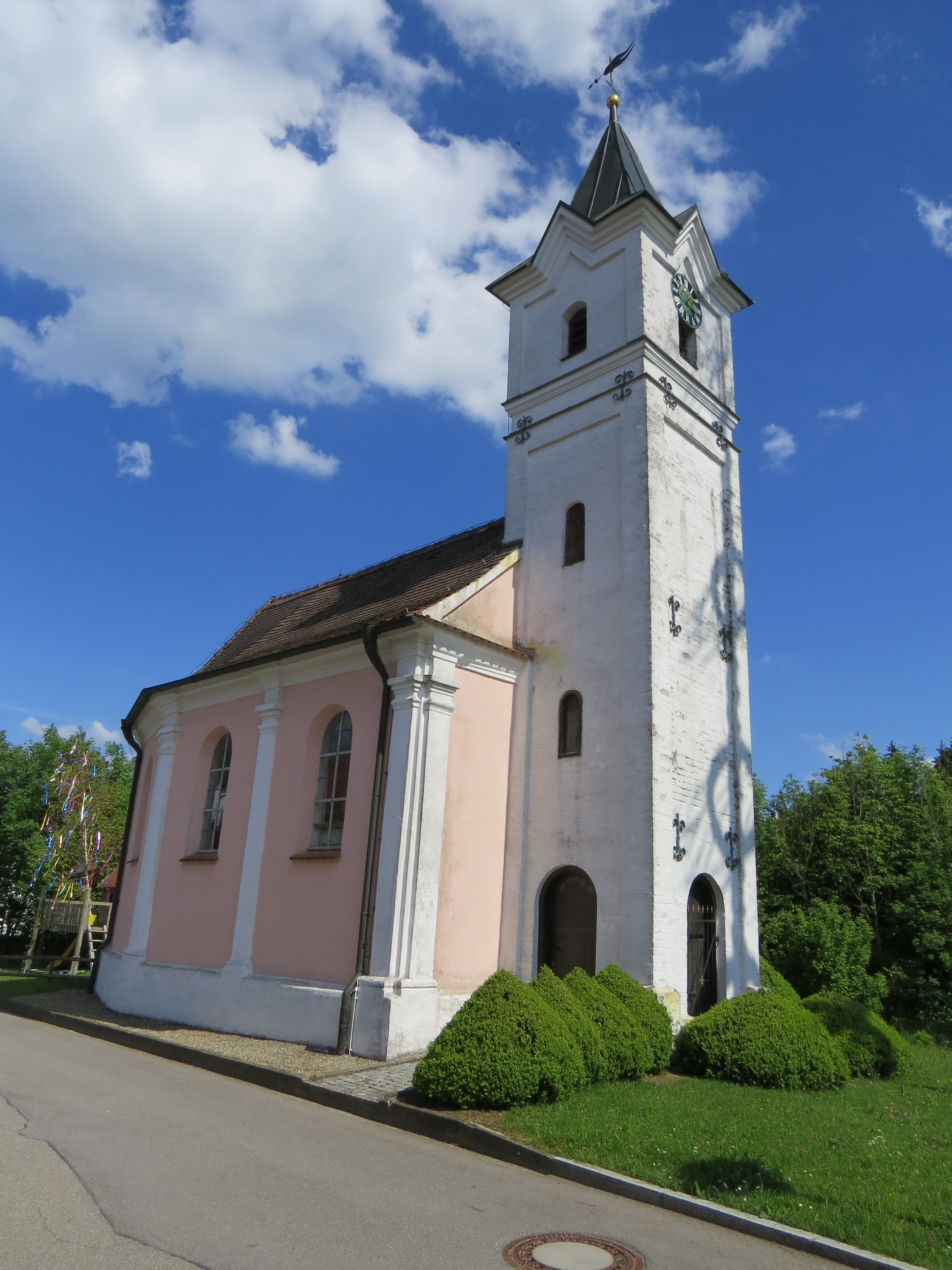
St. Petrus von Alcantara in Unterschönegg

Die römisch-katholische Kapelle St. Petrus von Alcantara steht in Unterschönegg, einem Ortsteil der Gemeinde Babenhausen im Landkreis Unterallgäu (Bayern). Das im 18. Jahrhundert errichtete Gebäude steht unter Denkmalschutz. Sie trägt das Patrozinium des heiligen Petrus von Alcantara.

## Geschichte
Die Kapelle war ehemals den Armen Seelen geweiht und wurde im 18. Jahrhundert errichtet. Im Jahr 1738 wurde ein Gesuch eingereicht die bestehende Kapelle abzubrechen und 15 Schritte neben dem alten Standort größer und neu erbauen zu dürfen. Ehemals trug die Kapelle einen Dachreiter. Der bestehende Kirchturm wurde nach der Mitte des 19. Jahrhunderts errichtet. Eine Restaurierung fand 1935 statt.

## Baubeschreibung
Das Langhaus besteht aus zwei Achsen mit Rundbogenfenstern und besitzt Innen eine Flachdecke über Vouten an den Längsseiten. Durch einen stichbogigen Chorbogen, welcher am Kämpfer neugotisch profiliert ist, schließt sich der nur knapp eingezogene Chor an. Außen ist der Chor dreiseitig geschlossen, innen ist er siebenseitig polygonal. Wie im Langhaus sind auch in den breiten Schrägseiten im Chor rundbogige Fenster eingesetzt. Der Chor verfügt ebenfalls über eine Flachdecke. An der Westseite ist im Langhaus eine Empore vorhanden. Der Zugang zur Kapelle erfolgt durch eine stichbogige Tür an der Westseite. An der Außenfassade der Kapelle befindet sich ein umlaufender Sockel. Gegliedert ist die Fassade durch toskanische Pilaster mit Gebälkstücken. An den Polygonecken sind diese geknickt. Das Gesims der Pilaster ist mit dem profilierten Traufgesims verkröpft. An der Westseite befindet sich auch der Kirchturm aus dem 19. Jahrhundert. Er besteht aus einem Backsteinrohbau und ist quadratisch mit Ecklisenen. In den Kirchturm führen an der Nord- und Westseite Rundbogentüren. Ein profiliertes Gurtgesims teilt das Obergeschoss des Kirchturmes mit seinen Stichbogenöffnungen ab. Abgeschlossen wird dieses durch ein kräftig profiliertes Gesims. Dieses ist in der Mitte jeder Seite hochgezogen und bildet so einen Spitzgiebel. Gedeckt ist der Kirchturm mit einem Pyramidenhelm.

## Innenausstattung
Der neuromanische Altar der Kapelle stammt aus der zweiten Hälfte des 19. Jahrhunderts. Das Gemälde mit der Darstellung des heiligen Petrus von Alcantara stammt aus der gleichen Zeit und wurde von Hans Weckerle aus Edelstetten geschaffen. Auf der Rückseite ist dieses mit dem Namen des Malers bezeichnet. An der Nordwand des Langhauses zeigt ein Gemälde aus dem zweiten Viertel des 18. Jahrhunderts die schmerzhafte Maria als Fürbitterin der Armen Seelen vor dem gekreuzigten Jesus Christus. Darüber ist Gott Vater zu sehen. Das Gemälde war das ehemalige Altarbild der Kapelle. Jeweils aus der Zeit um 1720/1730 stammen die gefassten Holzfiguren des Auferstehungsheilandes, sowie die Kreuzigungsgruppe, bestehend aus einem Kruzifix, Maria und dem Evangelisten Johannes. Aus der Mitte des 18. Jahrhunderts stammen die beiden Statuetten zu beiden Seiten des Chorbogens auf gebauchten Neurokoko-Konsolen. Diese stellen rechts den heiligen Dominikus und links den heiligen Franziskus dar. Das Vortragekruzifix mit seinem kleinen Corpus stammt aus dem 18. Jahrhundert. Das Gestühl der Kapelle ist modern barockisierend. Es besitzt reich geschwungene Brettwangen und ist in der Art einer Maserung gestrichen.